# Miroslava Genčiová
Miroslava Genčiová, roz. Holejšovská (5. dubna 1923, Kutná Hora – 29. dubna 2012 Praha) byla česká literární teoretička a překladatelka.

## Život
Rusistiku vystudovala v Moskvě, pak pracovala na Katedře rusistiky Filozofické fakulty Univerzity Karlovy a dosáhla titulu PhDr. Specializovala se na literaturu pro děti a mládež (zabývala se didaktikou dětské literatury) a na science fiction. Napsala mnoho studií, několik teoretických knih a středoškolských i vysokoškolských učebnic. Je rovněž autorkou hesel o sovětské sci-fi v Encyklopedii literatury science fiction. Přeložila řadu vědeckofantastických povídek ruských sovětských autorů, uspořádala několik antologií a napsala řadu předmluv a doslovů.
V roce 2024 přinesl životopis Miroslavy Genčiové kutnohorský čtvrtletník Krásné město.

## Dílo

### Vlastní práce
- Povídka o škole v sovětské literatuře poválečných let (1953), kniha podává krátký retrospektivní pohled do historie tématu školy v ruské dětské literatuře a poté se zabývá zobrazením sovětské školy ve 20.–30. letech 20. století, výskytem tohoto žánru v období Velké vlastenecké války a nakonec problematikou sovětské školní povídky poválečné.
- Literatura pro mládež (1957), pomocná kniha pro pedagogické školy, spoluautorka.
- K problematice sovětské vědeckofantastické literatury (1964), kandidátská práce.
- Ruská a sovětská literatura pro děti a mládež (1966), učebnice pro střední školy.
- Vědeckofantastická literatura (1980), srovnávací žánrová studie (vývoj, žánrové proměny a společenská funkce vědeckofantastické literatury).
- Literatura pro děti a mládež ve srovnávacím žánrovém pohledu (1984), vysokoškolská učebnice pro studium na filozofických fakultách.

### Překlady
- Holčička na modré kouli a jiné povídky (1976), uspořádala a přeložila společně s Olgou Uličnou.
- Gennadij Samojlovič Gor: Geometrický les (1977).
- Chlapík z pekla (1986), antologie sovětské vědeckofantastické literatury (vybrala a přeložila).

### Antologie, které uspořádala
- V. I. Lenin: fotografie ze života V. I. Lenina (1952)
- O velikém učiteli Karlu Marxovi (1953), sborník, články, vzpomínky a výňatky z korespondence Marxových žáků, současníků a členů rodiny.
- Za vinu se pyká (1975), antologie sovětských detektivních novel,
- Sborník pro recitaci v ruštině (1976), pomůcka pro učitele a žáky základních devítiletých škol.
- Výbor z ruské a sovětské literatury pro děti a mládež (1980), pomocná kniha pro střední pedagogické školy.
- Popletený kalendář (1985), vybrané verše sovětských básníků.